# Krasnosel'skij (Territorio di Krasnodar)
Krasnosel'skij è una località della Russia europea meridionale, situata nel Territorio di Krasnodar; appartiene amministrativamente al rajon Gul'kevičskij.